# Muzeum Wody w Koszalinie
Muzeum Wody – muzeum przy ul. Żwirowej w Koszalinie.
Do 1996 roku w miejscu dzisiejszego Muzeum Wody znajdowały się filtry ciśnieniowe, które zostały zlikwidowane wraz z oddaniem do użytku zmodernizowanej stacji uzdatniania wody przy ulicy Żwirowej w 1997 roku. W 2005 roku, w pustym dotąd obiekcie, postanowiono otworzyć muzeum. Od pomysłu do jego zrealizowania minęło zaledwie kilka miesięcy. Obiekt gruntownie wyremontowano. Obecnie w ponadstuletniej dawnej filtrowni znajduje się ekspozycja prawie 300-letniej historii wodociągów Koszalina. Ekspozycja składa się ze starych planów i map sieci wodociągowo-kanalizacyjnej, fragmentu rury wodociągowej z 1726 roku, hydrantów i urządzeń z przełomu XIX i XX wieku.